# Заячковский, Мирон Титович
Миро́н Ти́тович Заячко́вский (укр. Мирон Титович Заячківський; партийный псевдоним Косарь, также Косарь-Заячковский) (1897 год, Коломыя, Галиция Австро-Венгрия (теперь Коломыйского района Ивано-Франковской области Украины — 3 ноября 1937, урочище Сандармох близ станции Медвежья Гора, Карелия, РСФСР) — активный участник коммунистического движения на Западной Украине, один из руководителей Коммунистической партии Западной Украины (КПЗУ).

## Биография
Родился в семье львовского судьи Тита Заячковского, посла (депутата) в Галицкий Сейм. Образование — незаконченное высшее. С начале Первой мировой войны был призван в австрийскую армию. Служил санитарным унтер-офицером. Попал в русский плен. После освобождения в 1917—1918 годах учился на медицинском факультете Львовского университета.
Был деятельным членом организации «Интернациональная революционная социал-демократия», сыгравшей важную роль в образовании Коммунистической партии Восточной Галиции, будущей КПЗУ. Во время войны ЗУНР и Польши 1918—1919 годов служил полковым врачом 1-й бригады Украинских сечевых стрельцов Украинской галицкой армии; после перехода части последней на сторону Красной Армии была сформирована Красная Украинская галицкая армия, и Заячковский уже числился в 402-м Галицком полку 45-й дивизии 14-й армии. Вступил в ряды РКП(б).
Участник Гражданской войны в бывшей Российской империи. После её окончания направлен на партийную работу. В апреле 1928 года был направлен на подпольную работу на Западную Украину, где действовал под партийным псевдонимом Косар. На 3 съезде КПЗУ возглавил ЦК, был избран секретарём и членом Политбюро ЦК КПЗУ.
В конце 1933 года М. Заячковский, как один из руководителей КПЗУ был отозван в Харьков и, вследствие расхождений с политикой ВКП(б) и КП(б) Украины, судебной «тройкой» при КОГПУ УССР 29 мая 1934 года по статье 54/11 УК УССР приговорен за «принадлежность к Украинской Военной Организации» к 10 годам заключения. Содержался на лагпункте «Кремль» Соловецкого лагеря особого назначения.
В 1937 году был казнён по делу 134 заключённых «украинских буржуазных националистов».
Место расстрела и захоронения — урочище Сандармох в Карелии.